# Moxostoma ariommum
Moxostoma ariommum és una espècie de peix de la família dels catostòmids i de l'ordre dels cipriniformes.

## Morfologia
Els mascles poden assolir els 22 cm de longitud total.

## Hàbitat i distribució geogràfica
És un peix d'aigua dolça, demersal i de clima temperat (37°N-36°N), el qual es troba a Nord-amèrica: la conca superior del riu Roanoke a Virgínia i Carolina del Nord (els Estats Units).

## Observacions
És inofensiu per als humans.